# Château de Butrón
Le château de Butrón (Butroe ou Butroeko gaztelua en basque) est une forteresse néo-gothique d'origine médiévale déclarée patrimoine historique et située à Gatika, dans la province basque de Biscaye (Espagne). Le bâtiment se trouve au milieu d'un domaine boisé, dans une zone isolée proche de Bilbao et de Sopela, Urduliz, Plentzia, Mungia, Maruri-Jatabe et Laukiz.

## Histoire

### Moyen Âge
Les origines du bâtiment remontent au Moyen Âge, au XIIIe siècle. À l'époque, il s'agit d'une maison-tour édifiée par la famille Butrón. Un siècle plus tard, un descendant de la famille en fait un château-fort. Abandonné à la fin du XVIe siècle, le château tombe en décrépitude.

### Reconstruction
En 1879, Narciso de Salabert charge l'architecte Francisco de Cubas de la rénovation de la maison-tour, qui se trouvait dans un état déplorable. Ce dernier reconstruit entièrement le bâtiment dans un style néogothique, lui donnant son aspect actuel,. Francisco de Cubas ne garde que les fondations et une partie des tours cylindriques existantes, érigeant un bâtiment dans la veine des châteaux bavarois du XIXe, dans un style très éloigné des maisons-tours et châteaux typiques de la région.

### XXeetXXIe
L'entreprise Estudios Arriaga rachète le site puis le rénove entre 1989 et 1992 afin d'y installer son siège social. À partir de 1994, la société tente d'en faire un complexe hôtelier et de divertissement, avec des spectacles médiévaux. Le projet échoue, provoquant la suspension de paiements de l'entreprise et la vente aux enchère du château.
Depuis 2005, le château était détenu par le groupe entrepreneurial Inbisa, qui l'a vendu en décembre 2021 pour quatre millions d'euros à un riche magnat.

## Caractéristiques
Le bâtiment a une surface totale supérieure aux 2400 m² et se situe dans un parc de plus de 35 000 m². Le bâtiment se compose d'un rez-de-chaussée, un entresol, cinq étages et quatre tourelles, dont le donjon. L'épaisseur des murs atteint plus de quatre mètres à certains endroits. A l'intérieur on trouve plusieurs salons, une zone de réception des invités, l'ancienne chapelle, le salon de la cheminée, un grand salon de 200 m², la cour d'armes, l'entrepôt des vivres, un puits d'eau naturelle, une bibliothèque, deux bains et un cachot. Les pièces sont décorées, illuminées et meublées. Le bâtiment est situé dans un parc à l'abandon abritant des espèces autochtones et exotiques. Un bras de la rivière Butrón entoure une partie du domaine.